# Hystrix indica
L'istrice indiano (Hystrix indica Kerr, 1792) è un mammifero della famiglia Istricidi, diffuso in tutta l'Asia meridionale e nel Medio Oriente.

## Descrizione

### Dimensioni
L'istrice indiano è un roditore grande del peso di 11-18 kg. Il suo corpo (dal naso alla base della coda) misura tra i 70-90 cm, la coda è lunga 8-10 cm. La durata della vita degli esemplari selvatici è sconosciuta, l’esemplare più vecchio conosciuto cresciuto in cattività era una femmina che visse fino a 27,1 anni.

### Aspetto
È ricoperto da più strati di peli modificati, chiamati aculei, con aculei più lunghi e sottili che ricoprono uno strato di aculei più corti e spessi. Gli aculei sono marroni o neri con bande alternate bianche e nere. Sono fatti di cheratina e sono relativamente flessibili. Ogni aculeo è collegato ad un muscolo alla sua base, permettendo all'istrice di sollevarli quando si sente minacciata. Quelli più lunghi si trovano sul collo e sulle spalle dove formano una "gonna" attorno all'animale. Questi aculei possono crescere fino a 51 cm di lunghezza, la maggior parte dei quali misura tra i 15 e i 30 cm. Quelli più piccoli (20 cm) e più rigidi sono presenti densamente sul dorso e sulla coda e sono utilizzati per colpire le potenziali minacce. Alla base della coda sono presenti aculei più corti, che appaiono di colore bianco, e aculei più lunghi e cavi che l'istrice può scuotere per produrre un suono di avvertimento quando è minacciata. Contrariamente a quanto si crede, gli istrici indiani (come tutti gli istrici) non possono scagliare i loro aculei.
L'istrice indiano ha una corporatura robusta con un basso rapporto superficie/volume che favorisce la conservazione del calore. Ha zampe larghe provviste di lunghi artigli che vengono utilizzati per scavare. Come tutti gli istrici ha un buon senso dell'olfatto e incisivi affilati, simili a scalpelli.

## Biologia

### Comportamento
Come gli altri istrici del Vecchio Mondo, l'istrice indiano è un animale notturno. Sia gli adulti che i giovani svezzati passano in media 7 ore ogni notte per foraggiarsi. Tendono a evitare il chiaro della luna nei mesi invernali, il che potrebbe essere una strategia per sfuggire alla predazione. Tuttavia, durante i mesi estivi non evitano il chiaro della luna (probabilmente perché ci sono meno ore di buio durante le quali foraggiare), ma tendono invece a stare più vicini alle loro tane. Durante il giorno rimangono al riparo nelle loro tane, durante l'inverno però escono occasionalmente durante le ore di luce del giorno per crogiolarsi al sole.
L'istrice indiano è semifossale. Vive in grotte naturali o in cunicoli scavati poiché non si arrampicano o non saltano bene. Tuttavia sono buoni nuotatori.
I predatori dell'istrice indiano comprendono grandi felini, caracal, leopardi, tigri, lupi, iene striate, cani selvatici asiatici, coccodrilli palustri e umani. Quando è eccitato o spaventato, l'istrice alza i suoi aculei per apparire più grande e minaccioso. Può anche agitare gli aculei alla base della coda, calpestare le zampe, ringhiare, grugnire o caricare per respingere la minaccia.

### Alimentazione

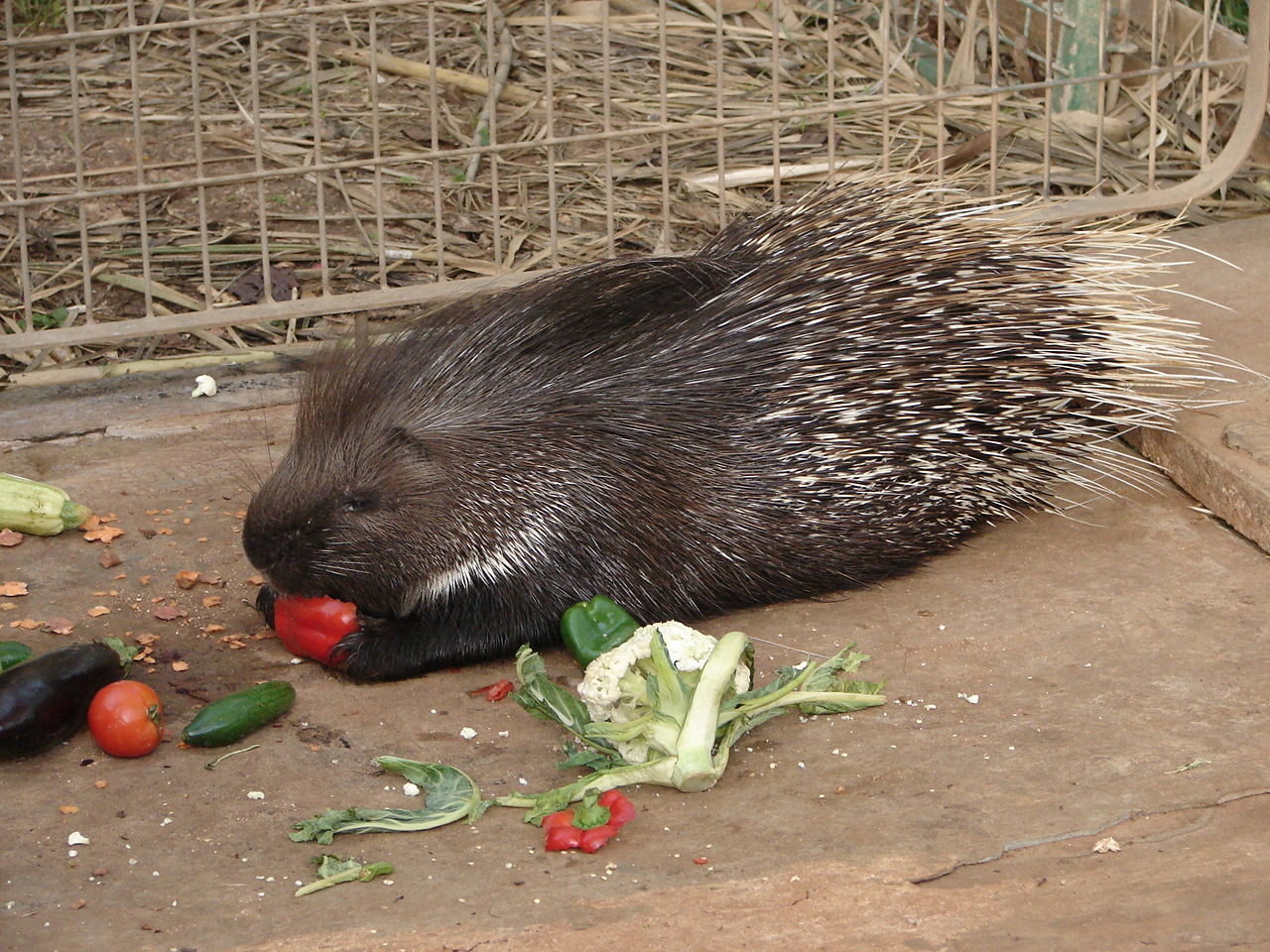
Un esemplare in cattività

Gli istrici indiani hanno una dieta molto ampia e per lo più erbivora. Essi consumano una varietà di materiale vegetale naturale e agricolo, tra cui radici, bulbi, frutti, grani, drupe e tuberi. Essendo dei digestori cecali, sono in grado di sfruttare il foraggio di bassa qualità. Sono anche noti per masticare le ossa per acquisire minerali, come il calcio, che aiutano la crescita degli aculei. La loro capacità di formare consistenti riserve di grasso è un utile adattamento per vivere in habitat che variano stagionalmente.
Questi istrici possono agire come sostanziali modificatori dell'habitat quando scavano alla ricerca di tuberi. In molte parti sono anche considerati gravi parassiti agricoli a causa del loro gusto per le colture. Per queste ragioni, sono spesso considerati un fastidio.

### Riproduzione
Gli istrici indiani si accoppiano a febbraio e marzo. La gestazione dura in media 240 giorni. Una femmina dà alla luce una covata di due o quattro cuccioli all'anno. I piccoli nascono con gli occhi aperti e sono ricoperti da brevi e morbidi aculei che si induriscono in poche ore dopo la nascita. I giovani sono completamente svezzati 13-19 settimane dopo la nascita, ma rimangono nella tana con i genitori e i fratelli fino alla maturità sessuale intorno ai 2 anni. L'istrice indiano è di solito monogama ed entrambi i genitori vivono nella tana con la loro prole durante tutto l'anno.

## Distribuzione e habitat

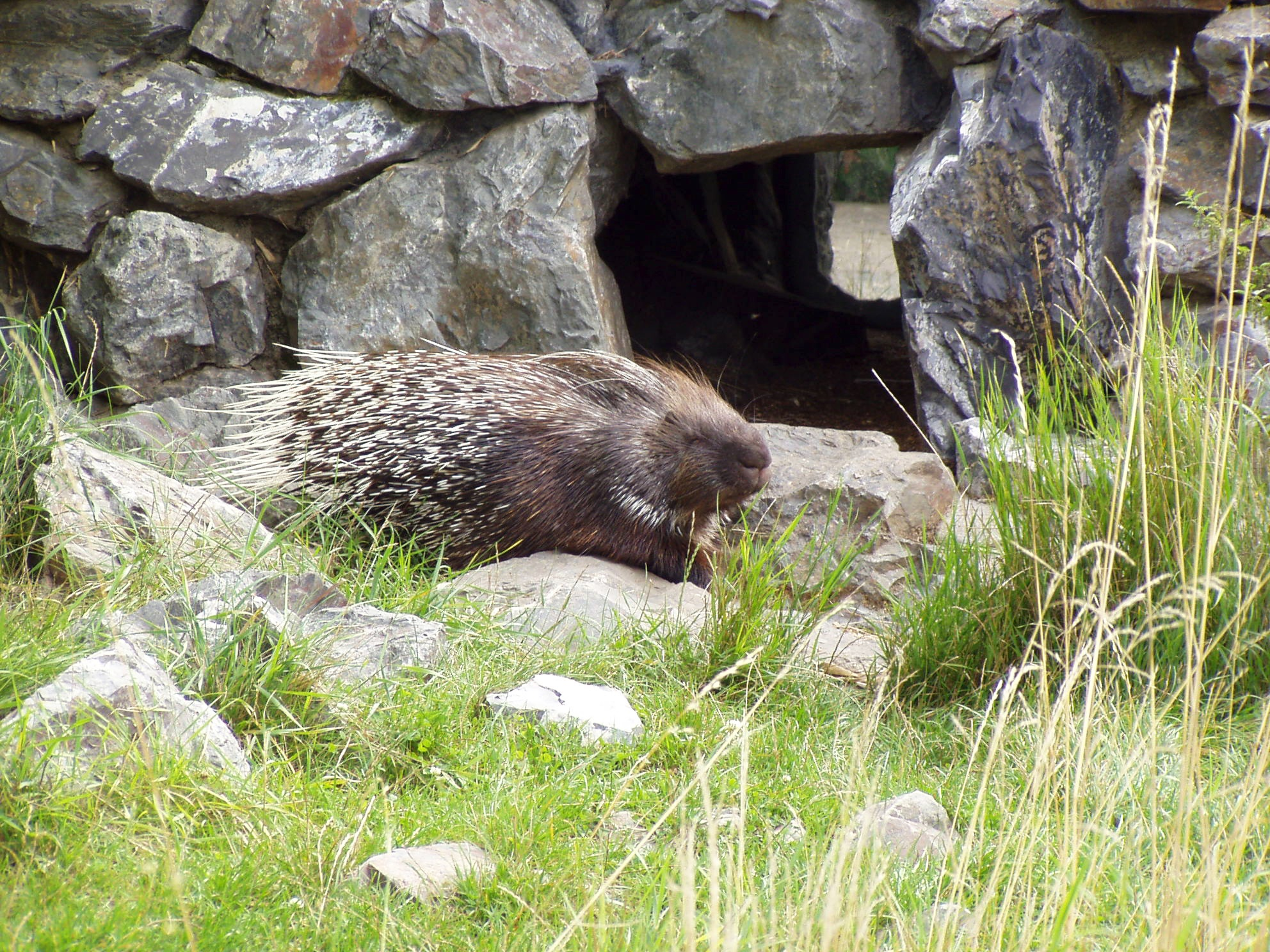
Un istrice indiano su una collina rocciosa

L'istrice indiano si trova nell'ecozona indomalese, paleartica, afrotropicale, compresi Afghanistan, Armenia, Azerbaigian, Cina, Georgia, India, Iran, Iraq, Israele, Giordania, Kazakistan, Libano, Nepal, Pakistan, Arabia Saudita, Sri Lanka, Turchia, Turkmenistan e Yemen. Grazie alle loro flessibili tolleranze ambientali, gli istrici indiani occupano un'ampia gamma di habitat. Preferiscono i pendii rocciosi delle colline (come i monti Zagros), ma sono comuni anche in arbusti tropicali e temperati, praterie, foreste, piantagioni e giardini.. In particolare delle foreste pluviali montane del Ghats sudoccidentale, dell'altopiano del Chota Nagpur, delle foreste di conifere subalpine dell'Himalaya occidentale, delle foreste umide della costa del Malabar, delle savane e praterie del Terai-Duar, delle foreste di conifere e decidue dell'Anatolia settentrionale, del deserto del Taklamakan, dei boschi montani dell'Arabia sudoccidentale, delle foreste decidue secche del Kathiawar-Gir, del deserto Arabico, delle foreste miste caucasiche, dei prati e steppe alpini del Tian Shan, della steppa boscosa della catena dell'Elburz, delle foreste montane di conifere di Tian Shan, nelle foreste secche di latifoglie della calle del Narmada, delle foreste miste di conifere e decidue dell'Anatolia, delle foreste di conifere e decidue dell'Anatolia meridionale, delle foreste decidue dell'Anatolia centrale, delle foreste decidue dell'Anatolia orientale, delle foreste sclerofille e miste dell'Egeo e della Turchia occidentale, delle foreste di latifoglie del Mar Nero orientale e meridionale, delle foreste decidue umide degli altopiani orientali, del deserto dell'Asia centrale settentrionale, del deserto costiero nebbioso della penisola arabica, delle foreste spinose nord-occidentali, del deserto della depressione caspica, della savana pedemontana dell'Arabia sud-occidentale, del deserto del Thar, delle foreste di conifere, sclerofille e latifoglie del Mediterraneo orientale, delle foreste spinose del Deccan, delle foreste miste ircane del Caspio, delle Rann di Kutch, delle foreste di latifoglie subtropicali dell'Himalaya, del deserto della valle dell'Indo. Il loro raggio d'azione sembra essere limitato dalla densità stagionale del foraggio e dalla disponibilità di substrati adatti per lo scavo di tane. Più specificamente, la gamma settentrionale dell'istrice indiano è limitata dalla durata minima delle notti d'estate: è difficile trovarli al di sopra delle latitudini dove la durata minima delle notti è inferiore a 7 ore, presumibilmente a causa della quantità di tempo di foraggiamento necessaria per soddisfare le loro esigenze alimentari.
Nel 2018, un esemplare è stato avvistato a Wadi Wurayah negli Emirati Arabi Uniti.

## Tassonomia

### Sinonimi
Questa specie di istrice è nota con i seguenti sinonimi:
- Hystrix hirsutirostris Brandt, 1835

## Conservazione

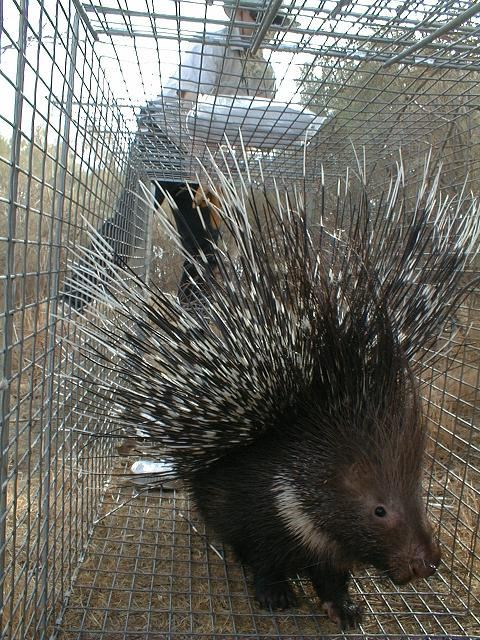
Istrice indiano in una trappola

Grazie alla sua adattabilità a una vasta gamma di habitat e tipi di cibo, l'istrice indiano è stato valutato come specie a rischio minimo dalla IUCN dal 2008. Le popolazioni sono stabili e non gravemente frammentate, e mentre lo stato della popolazione varia in tutta la sua gamma, in molti luoghi è abbastanza comune da essere considerato un parassita. Tuttavia, a causa dell'urbanizzazione, dello sviluppo delle infrastrutture e dell'uso di pesticidi, l'habitat adatto per l'istrice è attualmente in declino.
L'istrice indiano è una specie protetta ai sensi dell'India Schedule IV dell'Indian Wildlife Protection Act del 1972, modificato fino al 2002. Tuttavia, poiché sono distruttivi per gli orti e le colture agricole, l'istrice è ampiamente cacciata. Esiste un grande commercio di questi istrici per il consumo e l'uso medicinale. Nonostante sia considerato un parassita per le agricolture, l'istrice indiano svolge un ruolo importante nella diffusione di semi e polline.